# 孤注一掷
《孤注一擲》（英語：No More Bets）是一部中国大陆的犯罪劇情電影。由申奥執導，張藝興、金晨、咏梅、王傳君領銜主演，王大陸、周也特別出演，孫陽、鄧萃雯主演。電影于2021年6月14日官宣陣容，9月23日在澳門殺青。该电影在2023年8月8日於中國大陸上映。

## 劇情简介
程序员潘生（张艺兴饰）与模特梁安娜（金晨饰）被海外高薪招聘诱引，骗入在「伽南」（虛構國家）、由诈骗集团头目陆秉坤（王传君饰）和其助手安俊才（孫陽饰）控制的境外诈骗工厂工作。迫于武力威胁，潘生、梁安娜二人从被骗者转变为行骗者，二人准备向顾天之（王大陆饰）和其女友宋雨（周也饰）下手，从他们身上套现并完成业绩。顾天之因深度陷入网络骗局，骗走家中的所有钱财并跳楼轻生；宋雨在发现顾天之上当受骗后随即向警方报案。而后警察赵东冉（咏梅饰）组织开展跨国调查和追捕，将诈骗集团落网归案。

## 演員列表

### 主要演員
| 演員   | 角色   | 介紹 |
| ------ | ------ | --- |
| 張藝興 | 潘生   | 小潘 鬱鬱不得志的程式工程師，出国前曾在线上教育机构工作。此后決定以“团建”为名出外闖蕩淘金，卻意外捲入了一場精心策劃的網絡騙局，在诈骗工厂工作期间一度升至“正将组”组长。在结局中因其具有重大立功表现，不予追究刑事责任，后被冼江市公安局刑侦支队反诈中心聘请为技术顾问。 |
| 金晨   | 梁安娜 | 安娜 渴望崭露头角的模特，在工作上遭遇陷害，被动失业。其后因听信黎霜关于海外高薪工作的介绍，而被骗至海外从事网络赌博荷官。後來被安俊才釋放，回國協助警方搗毀詐騙工廠。在结局中被判处有期徒刑2年，缓刑2年。                                                               |
| 咏梅   | 趙東冉 | 趙支队 參與跨国调查和追捕的警察，冼江市公安局刑侦支队队长。 |
| 王傳君 | 陸秉坤 | 陸經理 诈骗工厂經理，負責管理整個詐騙工廠的運作。表面對員工友好，實質心狠手辣。有一女兒在詐騙工廠同時營運的小學中讀書。在结局中被判处死刑。 |
| 王大陸 | 顧天之 | 阿天 宋雨男友，受骗者，硕士毕业生，在一间单位实习，字幕组成员。因不顾同事的一致反对，而接受诈骗集团的广告邀约，从而成为网络赌徒参与网络赌博和网贷，其后抵押价值800万元的房产，投资加密货币科太币。在陷入网络骗局後覺得對不起家人而跳楼轻生，送院后严重昏迷成为植物人。  |
| 周也   | 宋雨   | 小雨 顧天之女友，后担任反诈志工从事反诈宣传。 |
| 孫陽   | 安俊才 | 阿才 诈骗工厂第二頭目，陸秉坤之心腹兼副手。暗恋梁安娜處處關照她。後來佯裝殺死梁安娜而將其釋放，引致诈骗工厂被搗毀。 |

### 其他演員
| 演員   | 角色   | 介紹                                                                                       |
| ------ | ------ | ------------------------------------------------------------------------------------------ |
| 林威   |        | 顧天之父亲                                                                                 |
| 鄧萃雯 |        | 顧天之母亲                                                                                 |
| 汤加文 | 黎霜   | 欺騙梁安娜而成為其闺蜜，诈骗工厂股东之一，曾向梁安娜介绍海外高薪工作。后因涉嫌诈骗被拘捕。 |
| 林韦辰 | 关永朝 | 华人商会会长                                                                               |
| 馬賽   |        | 梁安娜原來上司 勸梁安娜接受終止合約                                                        |
| 洪助昇 | 阿麥   | 字幕组成员中顧天之同事                                                                     |

## 电視原聲帶

### 中國大陆
| 《孤注一擲》電影原聲帶 | 《孤注一擲》電影原聲帶 | 《孤注一擲》電影原聲帶 | 《孤注一擲》電影原聲帶 | 《孤注一擲》電影原聲帶 |
| 曲序                   | 曲目                   |                        | 作曲                   | 演唱                   |
| ---------------------- | ---------------------- | ---------------------- | ---------------------- | ---------------------- |
| 1.                     | 《千金散盡》（主題曲） | 李雪琴、不不           | 彭飛                   | 楊宗緯                 |
| 2.                     | 《別再怕》（片尾曲）   |                        |                        | 希林娜依高             |

## 製作與發行

### 制作背景
该片导演申奥是宁浩“坏猴子72变电影计划”的签约导演，《孤注一掷》是继《受益人》之后申奥执导的第二部长片。申奥透露其题材来源自大量网络赌博和网络诈骗案例，他表示间接了解到一个认识的朋友的朋友因为网络诈骗损失约50万人民币，最终选择自杀。在了解到朋友受骗的全过程后，申奥决定拍摄一部具有严肃题材特征的犯罪电影。而在电影筹备的一个月内，剧组也对警察进行了采访，表示一个月内其所在城市有五个大学生因为网络诈骗自杀。警察也对申奥介绍了大学生被骗的详细过程，这也令申奥开始注重拍摄这一题材电影的重要性。
本片的大部分取景地均在海南，其中潘生出席公司发布会和梁安娜当模特与经纪人约拍广告的场景在海口丽思卡尔顿酒店拍摄，诈骗工厂拍摄地位于海南大学儋州校区，受骗者顾天之所读大学的拍摄地位于海南大学海甸岛学区。而澳门取景地则包括益隆炮竹厂、关前街、大西洋银行、官也街、殷皇子大马路、疯堂斜巷、社会工作局、塔石街等。
虽然该片中涉及到诈骗工厂的片段，从规模、尺度、犯罪的残暴程度等方面均作了一定处理，以此通过审查及符合公映标准；但在片方已公布的删减片段中则包括了陆经理对“狗推”进行体罚后，脖子血流不止的画面。此外还包括女主角梁安娜的母亲在赌桌上赌博，赌桌随即被刚到家的梁安娜掀倒，以及陆经理向员工疯狂洗脑等画面。

### 宣传发行
2023年6月14日，电影《捕鱼行动》宣布改名为《孤注一掷》。
2023年6月15日，该片发布“一手消息”、“二手内幕”双预告，宣布定档8月11日。
2023年7月24日，该片发布IMAX专属海报，并宣布登陆暑期档IMAX影院。
2023年8月7日，该片宣布提档至8月8日上映。
2023年8月28日，片方宣布，该片在中国大陆的上映时间延长至10月7日。
2023年9月19日，本片在香港銅鑼灣影藝戲院（翡翠明珠廣場）举行香港首映禮，黃百鳴、洪祖星、田啟文、傅明憲、張建聲、劉晨芝、陳綺雯、利穎怡、許思維、尹蓁晞、陳蕊蕊、黃榕、筱靖、譚淇淇、孟希璘、吳佩隆、許嘉浩、黃昊埼等嘉宾出席。
2024年8月19日，片方宣布，本片于8月24日在中国大陆重映。

## 反响
本片在点映首日票房突破1亿。因内容来源自真实诈骗案例，全面记录诈骗活动的整个流程，被观众评价为“反诈宣传片”。该片导演还透露剧组在映后收到了公安部门印发的一张“反诈宣传特别贡献奖状”。在中国大陆多地，各单位（尤其是公安机关）组织开展公众免费观影活动，以增强公众的反诈骗意识。截至8月10日票房破9.5亿元人民币，连续六日成为中国大陆票房日冠军，同时创下四项纪录：过去五年暑期档剧情片首映日票房纪录、中国影史暑期档犯罪片首映日票房纪录、中国影史暑期档剧情片首映日票房纪录、过去三年犯罪片首映日票房纪录。首映的首个周末（8月13日、14日）票房突破8800万美元，亦成为该周末全球票房冠军。截至8月20日，该片票房突破26亿，进入中国国产片票房前20名。单日票房已连续15天破亿，打破《消失的她》保持的连续14天单日票房破亿纪录，创2023年单片连续破亿天数新高。8月28日，该片票房接连超越《美人鱼》《唐人街探案2》票房，成为中国影史电影票房榜的第十二名。截至8月31日，该片中国大陆累计票房35.235亿元，以60万元的微小差距超越《消失的她》成为中国大陆暑期档单片票房榜首。在抖音平台上，“电影孤注一掷”话题播放量超过219亿次。
| 上一届： 《封神第一部：朝歌风云》 | 2023年中國內地一周票房冠軍 第32-35週 | 下一届： 《第八个嫌疑人》 |

《当代电影》评价说，电影《孤注一掷》并非传统意义上的“犯罪片”，更像是一部表面为犯罪片实际为社会问题片，或者说是一部具有非常明显的反诈意义的、具有警示作用的、类型模糊的电影，其涉及到一个具有普遍意义上的、关乎生命和财产的社会问题。

## 奖项
| 年份 | 颁奖典礼                             | 奖项                     | 入围者               | 结果 |
| ---- | ------------------------------------ | ------------------------ | -------------------- | ---- |
| 2023 | 第18届中国长春电影节金鹿獎           | 最佳影片                 | 《孤注一擲》         | 提名 |
| 2023 | 第18届中国长春电影节金鹿獎           | 评委会大奖               | 《孤注一擲》         | 提名 |
| 2023 | 第18届中国长春电影节金鹿獎           | 最佳编剧                 | 申奥、张艺凡、许渌洋 | 提名 |
| 2023 | 第18届中国长春电影节金鹿獎           | 最佳女演员               | 金晨                 | 提名 |
| 2023 | 第18届中国长春电影节金鹿獎           | 最佳剪辑                 | 周肖林、申奥         | 提名 |
| 2024 | 第42屆香港電影金像獎                 | 最佳亞洲華語電影         | 《孤注一掷》         | 提名 |
| 2024 | 中国电影导演协会2020年至2023年度表彰 | 年度青年导演（2023年度） | 申奥                 | 提名 |
| 2024 | 第37屆大眾電影百花獎                 | 最佳男主角               | 張藝興               | 提名 |

## 争议

### 抹黑字幕組
由于该片中出现字幕组成员接赌博广告的一幕。许多字幕组批评该电影对字幕组的描绘虚假，指出字幕视频中的广告绝大多数都是被盗用后二次添加的。受此影響，在2023年8月14日，中国最早的字幕组之一伊甸园字幕组宣布解散。

### 侵權爭議
2023年8月17日，宁波空谷幽水影业在微博上发布声明称，《孤注一掷》涉嫌侵犯原创系列电影《捕鱼行动》的版权，已向国家电影局举报。翌日中午，空谷幽水影业再次发微博回应，称在电影上映前已申请立案。对于侵权指控，《孤注一掷》出品方坏猴子影业发表声明表示，空谷幽水影业的不实言论严重影响到电影口碑、主创人员名誉以及影片出品方商誉，要求立即删除不实言论。其投资方阿里影业也发声明回应否认侵权，并表示将整理相关证据，积极应诉并反诉。

### 柬埔寨封殺電影爭議
《柬中时报》报道称由于电影里出现柬埔寨的文字，柬埔寨内政部、外交部、文化艺术部、邮电部等多个相关部门正在密切合作，对电影抹黑柬埔寨形象采取措施。内政部对《孤注一掷》剧情感到愤怒，认为电影严重损害柬埔寨形象，因此宣布禁播此片。1年后的重映版本将柬埔寨的文字替换成虚构文字。

### 缅甸军政府斥抹黑国家形象
据缅甸官方报纸《缅甸新光》报道，缅甸驻中国南宁总领事斥责电影抹黑缅甸国家形象。该领事曾向广西政府官员反映电影“故事情节与缅甸有关，也有报道指中国公民对前往缅甸感到担忧”。

## 備註
1. ↑  8月31日至9月3日举办限量点映
2. ↑  截至2023年11月5日

## 外部鏈接
- 《孤注一掷》的新浪微博
- 豆瓣电影上《孤注一掷》的資料 （简体中文）
- 互联网电影数据库（IMDb）上《孤注一掷》的资料（英文）